# Gwangju (Gyeonggi)
Gwangju (광주) este un oraș din provincia Gyeonggi-do, Coreea de Sud.

## Personalități
- Ahn Sun-ju (1987), jucător de golf
- Kim Yu-bin (1988), cântăreață și actriță
- Choi Soo-young (1990), cântăreață și actriță, membră a Girls' Generation.
- Lee Hong-gi (1990), cântăreț și actor
- Lee Hye-ri (1994), cântăreață și actriță
- Julio Ko (1970), caiacist